# Bouanri
Bouanri est l'un des cinq arrondissements de la commune de Bembéréké dans le département du Borgou au Bénin.

## Géographie
L'arrondissement de Bouanri est situé au nord-est du Bénin et compte neuf villages que sont Maro (Bouanri I), Gourou (Bouanri II), Songoura (Bouanri III), Gando-borou, Guerran-kali (Gbekou), Gberou Daba, Kassarou, Sissigourou et Teme.

## Démographie
Selon le recensement de la population de 2013 conduit par l'Institut national de la statistique et de l'analyse économique (INSAE), Bouanri compte 30 098 habitants.